# Лёгкая атлетика на летних Олимпийских играх 1932 — бег на 80 метров с барьерами
Соревнования в беге на 80 метров с барьерами у женщин на олимпийских играх 1932 года прошли 3 и 4 августа 1932 года на стадионе "Колизей".

## Результаты
3 лучших из каждого забега квалифицировались в финал.

### Полуфиналы
Забег 1
| Место | Имя               | Гражданство | Время | Примечания |
| ----- | ----------------- | ----------- | ----- | ---------- |
| 1     | Милдред Дидриксон | США         | 11.8  | WR         |
| 2     | Симона Шаллер     | США         | 11.8  | WR         |
| 3     | Марьори Кларк     | ЮАР         | 11.9  |            |
| 4     | Бетти Тейлор      | Канада      | 12.0  |            |
| 5     | Митико Наканиси   | Япония      | DNF   |            |

Забег 2
| Место | Имя              | Гражданство    | Время | Примечания |
| ----- | ---------------- | -------------- | ----- | ---------- |
| 1     | Эвелин Холл      | США            | 12.0  |            |
| 2     | Виолет Уэбб      | Великобритания | 12.1  |            |
| 3     | Элда Уилсон      | Канада         | 12.1  |            |
| 4     | Фелиция Шабинска | Польша         | 12.8  |            |

### Финал
| Место | Имя               | Гражданство    | Время | Примечания |
| ----- | ----------------- | -------------- | ----- | ---------- |
| 1     | Милдред Дидриксон | США            | 11.7  | WR         |
| 2     | Эвелин Холл       | США            | 11.7  | WR         |
| 3     | Марьори Кларк     | ЮАР            | 11.8  |            |
| 4     | Симона Шаллер     | США            | 11.8  |            |
| 5     | Виолет Уэбб       | Великобритания | 11.9  |            |
| 6     | Элда Уилсон       | Канада         | 12.0  |            |